# THANKS LOVE MONTH
- ユニバーサル・デスティネーションズ&エクスペリエンシズ > ユニバーサル・スタジオ・ジャパン > ユニバーサル・スタジオ・ジャパンのスペシャルイベント > THANKS LOVE MONTH

THANKS LOVE MONTH（サンクス・ラブ・マンス）は、ユニバーサル・スタジオ・ジャパンで毎年初夏に開催されるスペシャルイベント（感謝月間）である。母の日（5月第2日曜）や父の日（6月第3日曜）を含む約1か月間、家族や友人、同僚など日頃お世話になっている大切な人々に対して感謝（「ありがとう」の気持ち）や愛を伝え合うことを目的としている。2022年に1週間限定の「Thanks Love Week」（サンクス・ラブ・ウィーク）として初開催され、翌2023年から約1か月間の「サンクス・ラブ・マンス」へと拡大して継続開催されている。USJの多様性尊重の企業理念（「LOVE HAS NO LIMIT」を掲げるCSRプロジェクト）の一環として企画されており、パーク内外での特別プログラムやキャンペーンを通じて「ありがとう」のメッセージを広く発信する試みとなっている。

## 概要
ユニバーサル・スタジオ・ジャパンでは、ライフスタイルや家族の形、感謝の伝え方が多様化する現代において、母親や父親への感謝にとどまらず、自分の周囲にいるあらゆる大切な人へ感謝・賞賛・労いの気持ちを伝え合う新たな記念月間として「THANKS LOVE MONTH」を提唱している。イベント期間中はパークのクルー（従業員）やキャラクターが来場者に「サンクス・ラブ・ステッカー」（感謝の気持ちを伝え合うための特製シール）や「サンクス・ラブ・カード」（メッセージカード）を無料配布し、ゲスト同士やクルー・キャラクターとの「ありがとう」の交流を促進する。パークの入口付近や園内各所では、花束を持ったキャラクターによる特別グリーティングが実施されており、シールを貼ったゲストに対してキャラクターが可愛い仕草で感謝の気持ちを後押しする演出が展開される。イベントは年ごとに規模と企画を拡充しており、オフィシャル・マーケティング・パートナー企業や地元自治体と連携した場外イベント、SNSを活用したキャンペーンなども実施されている（後述）。

## 各年の内容

### 2022年：サンクス・ラブ・ウィーク
- 期間：5月30日（月）〜6月5日（日）（7日間）

#### 概要
USJ初のインパーク・スペシャル・プログラム「Thanks Love Week」（サンクス・ラブ・ウィーク）として開催された。パーク発の新しい記念週間として企画され、「日頃あなたを愛してくれているすべての大切な人へ感謝や賞賛、労いの気持ちを伝える」ことをテーマに掲げた。イベントは1週間の短期間ながら園内外で注目を集め、来場ゲストが特製ステッカーを受け取って趣旨の説明に耳を傾け、バラの花束を手にしたキャラクターとの限定グリーティングを楽しむ様子が初日から見られた。

#### 主な施策
- 入場ゲスト全員への記念ステッカー無料配布と、キャラクター（エルモ、クッキーモンスター、ハローキティ、スヌーピーなど）による特別グリーティングを実施。キャラクターたちは「Thanks Love Week」にちなんだオリジナルのポーズでゲストとの写真撮影に応じ、クルーもステッカー配布や声かけを通じてゲスト同士が「ありがとう」を伝え合う体験を後押しした[7]。
- 2022年5月8日〜6月5日の期間、公式Twitter上で「NO LIMIT! な感謝よ届けキャンペーン」を実施。キャンペーン投稿のリツイートまたは感謝メッセージを添えた引用ツイートを募集し、応募者の中から抽選で3組6名にペアスタジオ・パス（2022年7月16日来場分）を進呈した[8]。

### 2023年：サンクス・ラブ・マンスへの拡大
- 期間：5月11日（木）〜6月18日（日）（39日間）

#### 概要
母の日（2023年は5月14日）から父の日（同年6月18日）にかけての期間を包含する形でイベント規模を拡大し、パーク内のみならず企業パートナーや地元コミュニティとも連携した展開が図られた。USJは「家族への感謝に留まらずパートナー、友人、同僚などあらゆる大切な方への感謝を伝える新たな記念月間」として本イベントを位置付け、前年1週間限定だった内容をパワーアップして継続開催することとなった。

#### 主な施策
- 前年に引き続き、キャラクターによる「サンクス・ラブ・グリーティング」（花のブーケやブローチを身に付けたキャラクターたちとの特別グリーティング）を期間限定で開催し、来場ゲストには「サンクス・ラブ・ステッカー」を無料配布した。ゲスト同士が笑顔でステッカーを貼り合い「いつもありがとう」と伝え合う微笑ましい光景が園内各所で見られ、ステッカーを身につけたゲストにはキャラクターから感謝を伝える可愛いアクションが行われた[11][12]。
- オフィシャルスポンサー企業と協働し、園外でも感謝の輪を拡げる企画を展開。2023年5月3日には兵庫県のイオンモール伊丹にUSJのキャラクターが出張し、来場者にオリジナルデザインの「サンクス・ラブ・カード」（メッセージ書き込み用カード）を配布する記念イベントを開催した。また、公式パートナーの日本生命保険はイベント期間中にスヌーピー・スタジオデザインのサンクス・ラブ・カード計10万枚を全国で無料配布し、日頃お世話になっている人への感謝を書いて伝える取り組みを支援した。さらに、大阪市此花区の子ども食堂や障がい者スポーツセンターなど地域の福祉施設にもUSJからサンクス・ラブ・カードが寄贈され、5月10日にはパーク・コンシェルジュ（案内役）が障がい者スポーツセンター「アミティ舞洲」を訪問して利用者同士がメッセージカードを交換し合う交流が行われた[13][14]。
- 家庭などパーク外からも気軽に参加できるよう、ウェブ上でメッセージ動画を作成できる「サンクス・ラブ・ムービーメーカー」を提供した。特設サイト上で送りたい相手へのメッセージ文章を入力すると、USJのキャラクターが登場するオリジナル動画が生成され、感謝の気持ちを伝えることができるサービスである。また、公式Twitterでは「#あなたにぴったりな感謝の伝え方診断」キャンペーンを展開し、診断結果のシェア投稿によって抽選で合計50名に賞品が当たる企画を実施した（診断結果は「39（サンキュー）通り」のメッセージ提案がリプライで届く趣向）[15]。

### 2024年：全国展開とフラワーショップ企画
- 期間：5月9日（木）〜6月16日（日）（39日間）

#### 概要
イベントのテーマに「いつもありがとう。今思った人は、誰ですか？」を掲げ、感謝の言葉から連想する大切な人に思いを伝える契機を提供することを目指した。パーク内では前年好評だったステッカー配布やグリーティングを継続しつつ、新たな試みとしてUSJの外へ“感謝”を届けに行く「Thanks Love Flower Shop 〜ありがとうに、きっかけを〜」プロジェクトが実施された。USJは全国から「大切な人に伝えたい感謝エピソード」を募集し、応募の中から選ばれた人々に対してサプライズで感謝を伝える出張イベントを行った。この取り組みにより、感謝月間の活動はパークの枠を超えて日本各地に広がりを見せた。

#### 主な施策
- 特別グリーティング（花束を持ったキャラクターとの写真撮影など）と記念ステッカーの無料配布を継続実施。ステッカーを貼ったゲストにはクルーやキャラクターから声かけやジェスチャーがあり、ゲスト同士がお互いにステッカーを貼り合って感謝を伝え合う姿が見られた。これらの演出により、「ありがとう」を伝える温かい雰囲気が園内を包んだ[18][19]。
- イベント期間中、全国から募集した感謝メッセージのエピソードを基に、選ばれた応募者のもとへUSJのチームがサプライズ訪問する出張フラワーショップを開催した。今回は2件のエピソードが選出され、大阪府和泉市の横山小学校（152年の歴史で閉校が決まっていた学校）と長崎県大村市の産婦人科医院において、応募者が伝えたい相手に直接「ありがとう」を届ける感動的なセレモニーが行われた。いずれの会場にも多くの子どもや関係者が参加し、花束の贈呈や感謝の言葉の交流を通じて笑顔と涙にあふれるひとときとなった[20]。
- オフィシャルイベントパートナーであるイオンモール株式会社の賛同により、全国142のイオンモールで開催記念イベントやキャンペーンを同時展開した。期間最終日の6月16日には愛知県のイオンモール豊川にてフィナーレイベントが催され、各地のイオンで取り組んだ「サンクス・ラブ・カード」キャンペーンの集大成として大勢の来場者が参加した。この他、協賛企業の社内イベントなど独自の賛同企画も行われ、企業・団体ぐるみで本イベントの趣旨に賛同する動きが見られた[21]。

### 2025年：特別サポーター就任と万博連携
- 期間：5月9日（金）〜6月15日（日）（38日間）

#### 概要
2025年は大阪で開催中の国際博覧会（大阪・関西万博）との連携や、大手企業の協賛拡大など、イベントの規模がさらに拡大した。5月8日に実施された開幕セレモニーにはスペシャル・サポーターに就任した俳優の山崎育三郎が登場し、「周りの人々のおかげで今の自分がある。自分自身もこの期間に改めて感謝を伝えていきたいし、皆さんもこの機会を“きっかけ”にしてほしい」と挨拶してイベント開幕を宣言した。山崎は「今日は、誰の日にしますか？」という今年のテーマにちなみ、デビュー当時から支えてくれた27年来の親友2人へ感謝の気持ちを伝えるエピソードを披露し、本イベントの趣旨に共感を示した。また、「母の日」「父の日」以外のあらゆる大切な人にスポットを当てようというメッセージを込めたテレビCM（後述）が制作されるなど、新たな試みも発表された。

#### 主な施策
- 従来のステッカー配布とグリーティングに加えて、この年は「サンクス・ラブ・カード＆ステッカー」としてメッセージカードの無料配布も本格的に実施された。クルーからカードやステッカーを受け取ったゲストは、家族や友人と言葉を交わしながら好きな場所に貼り付け合い、互いに感謝の気持ちを伝え合った。園内にはハート型のフォトプロップス（撮影用小道具）が設置され、花束を持ったクルーと一緒に写真を撮れるスポットも登場した。またイベント期間中、パークBGMが「Thank You」をテーマにした特別プレイリストに変更され、「ありがとう」の気持ちを盛り上げる演出がなされた[24][25]。
- 大阪・関西万博（2025年開催）会場内の大阪ヘルスケアパビリオンにおいて、「サンクス・ラブ・マンス」スペシャルステージを初開催。5月30日・31日の2日間、USJのキャラクターたちが万博会場のステージに登場し、「いのちの大切さと健康の喜び」をテーマに歌やダンスで感謝のメッセージを届けるミニショーが行われる予定。来場者にとって“大切な人”を思い浮かべるきっかけを提供し、一緒に「ありがとう」を伝え合う内容となっている。加えて、地元・此花区の小学校への出張授業（特別授業）など地域コミュニティと連携した活動も計画されており、パークの外でも幅広い層に感謝の輪を広げる取り組みが展開された[4][5]。
- 2025年は初めてテレビCMが製作され、母の日限定CM「今日は、誰の日にしますか？」篇が放映予定。このCMでは、『ピーナッツ』のキャラクターで母親がいない設定のペパーミント・パティ（英語版）に焦点を当て、「母の日はお母さんだけでなく大切な誰かを想う日にもできるのでは？」と問いかける内容になっている。多様化する現代において、母の日・父の日に実の母親や父親以外の周囲の大切な人にも感謝と愛を伝えるという考え方を広める狙いがあり、USJはこのCMに共感した人々が実際に「ありがとう」を伝える後押しになればとしている。公式スペシャルサポーターの山崎育三郎もメディアを通じた発信やイベント出演を行い、本イベントのメッセージを広く伝える役割を担った[1][2][3]。